# Beinn Liath Mhor Fannaich
Beinn Liath Mhor Fannaich är ett berg i Storbritannien.   Det ligger i kommunen Highland och riksdelen Skottland, i den norra delen av landet, 700 km norr om huvudstaden London. Toppen på Beinn Liath Mhor Fannaich är 954 meter över havet, eller 111 meter över den omgivande terrängen. Bredden vid basen är 1,1 km.
Terrängen runt Beinn Liath Mhor Fannaich är huvudsakligen kuperad. Trakten runt Beinn Liath Mhor Fannaich är nära nog obefolkad, med mindre än två invånare per kvadratkilometer. Trakten runt Beinn Liath Mhor Fannaich består i huvudsak av gräsmarker.